# Dragonlance
Dragonlance — вигаданий світ, один з офіційних сетингів настільної рольової гри Dungeons & Dragons, створений письменниками Трейсі Гікмен і Маргарет Вейс. За цим всесвітом також існує велика кількість художньої літератури та відеоігор. Книги за Dragonlance писались такими авторами як Трейсі Гікмен, Маргарет Вайс, Річард Кнейк, Ненсі Верайн, Майкл Вільямс.
Назва Dragonlance («спис дракона») походить від артефактів, списів, які є єдиною зброєю, якою смертні можуть подолати драконів.

## Світ Dragonlance

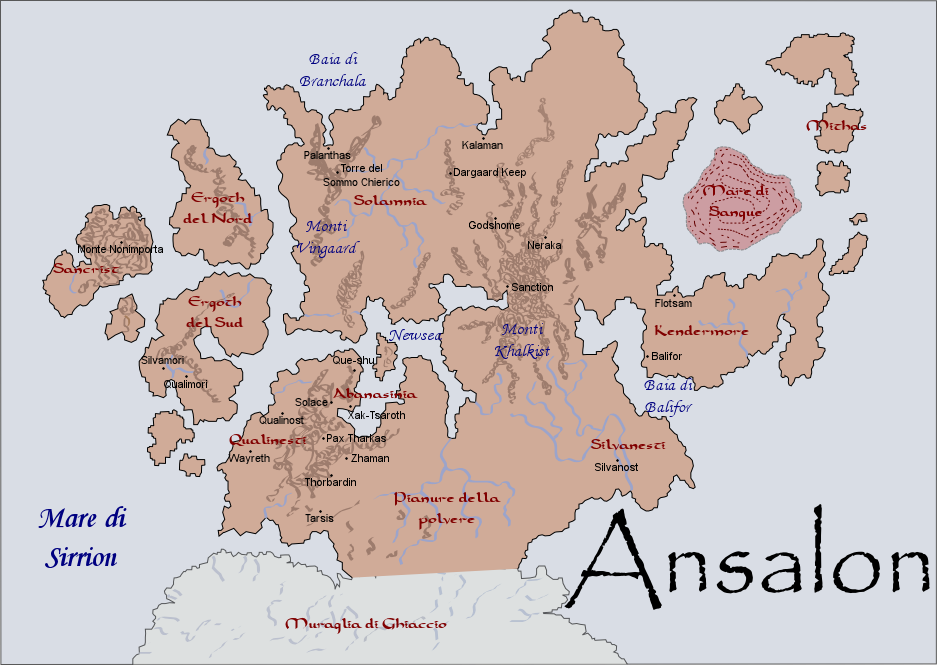
Материк Ансалон, головне місце дії творів за Dragonlance

### Історія
Справжньою назвою світу є Крін. За вигаданою історією, його було створено Верховним Богом за підтримки інших менш сильних божеств. На заклик Верховного Бога до творення відгукнулися світлий бог Паладайн, темна богиня Такхізіс та бог Гілеан, який слідкував за балансом добра і зла. Ці троє богів за підтримки численних інших, і особливо коваля Реоракса, створили Крін із Хаосу. Реоракс викував планету і сонце, а іскри, що вилітали з-під його молота, стали зірками. Ця частина історії стала відома як Вік народження зірок.
Паладйн і Такхізіс породили п'ятьох драконів (червоного, синього, зеленого, білого та чорного). Проте Такхізис замислила заволодіти всім Кріном, для чого переманила драконів на свій бік. Вона стала дружиною Саргоннаса, бога люті й помсти, від якого народила Нуітарі — бога чорної магії, Зебоїм — богиню моря й штормів, і Арту — напівбогиню хіті й жадоби. Також вона запланувала взяти собі за союзників духів зірок, однак ті відмовилися служити їй. Коли боги добра дали духам Кріну фізичні тіла, боги темряви зробили їх смертними та вразливими до хвороб. Так з'явилися перші розумні раси: ельфи, огри і люди. На заміну драконам-зрадникам Реоракс викував нових, металевих (золотого, срібного, бронзового, латунного і мідного).
Відтоді Такхізіс не покидає планів одоосібно правити Кріном, спричиняючи цим численні лиха. Історія світу Крін тривала протягом кількох епох. У Вік мрій відбувся стрімкий розвиток перших рас та війна між ними і драконами. В цей час Реоракс створив Сіру Коштовність, яка, потрапивши до рук смертних, спричинила катастрофи й появу нових рас, таких як дворфи і кендери. Тоді ж виникли Соломнійські лицарі, котрі добули секрет Списів дракона, єдиної зброї, якою можна було здолати драконів зла. Лицареві Хумі вдалося прогнати Такхізис, аватаром якої була п'ятиголова дракониця. У Вік сили поверхня Кріну була змінена катаклізмами, насланими богами через гординю жерця міста Істар. Вік відчаю позначився повсюдними голодом і лихами при спробі Такхізис повернутися в світ. «Нинішній» вік зветься Віком смертних.

### Географія
Крін входить до так званого «Великого Колеса», яке поєднує всі світи D&D і дозволяє переміщуватися між ними. Світ має три супутника — Солінарі, Лунітарі і Нуітарі, які є і небесними тілами, і богами, що дають магію. Сузір'я, видимі на небі, відповідють якомусь із богів. Коли божество спускається на Крін чи гине, його сузір'я зникає.
У Кріні існує кілька континентів, найвідомішим з яких є Ансалон, що межує на півдні із полярною областю, Крижаною Межею. Північний захід Ансалона займає територія Соламнія. Центр материка покритий горами. На півдні Ансалона розміщені Пилові Рівнини, населені варварами. На північний схід від материка міститься величезний вир, утворений після одного з катаклізмів на місці міста Істар.
На північний схід від Ансалона, біля екватора, розташований великий континент Таладас, населений мінотаврами, гномами та ельфами.

### Магія
Магія світу Dragonlance залежить від супутників-божеств і відповідно поділяється на добру, нейтральну і злу. Кожному виду відповідають відповідні кольори: білий, червоний і чорний. Сила заклинань залежить від фази супутника, який є джерелом тієї чи іншої магії. Навчанням і слідкуванням за магами займаються Магічні Ложі, центри яких містяться у п'яти Вежах Вищого Чаклунства. Щоб стати повноцінним магом, учневі слід пройти в одній з Веж суворі випробування.

## Історія створення

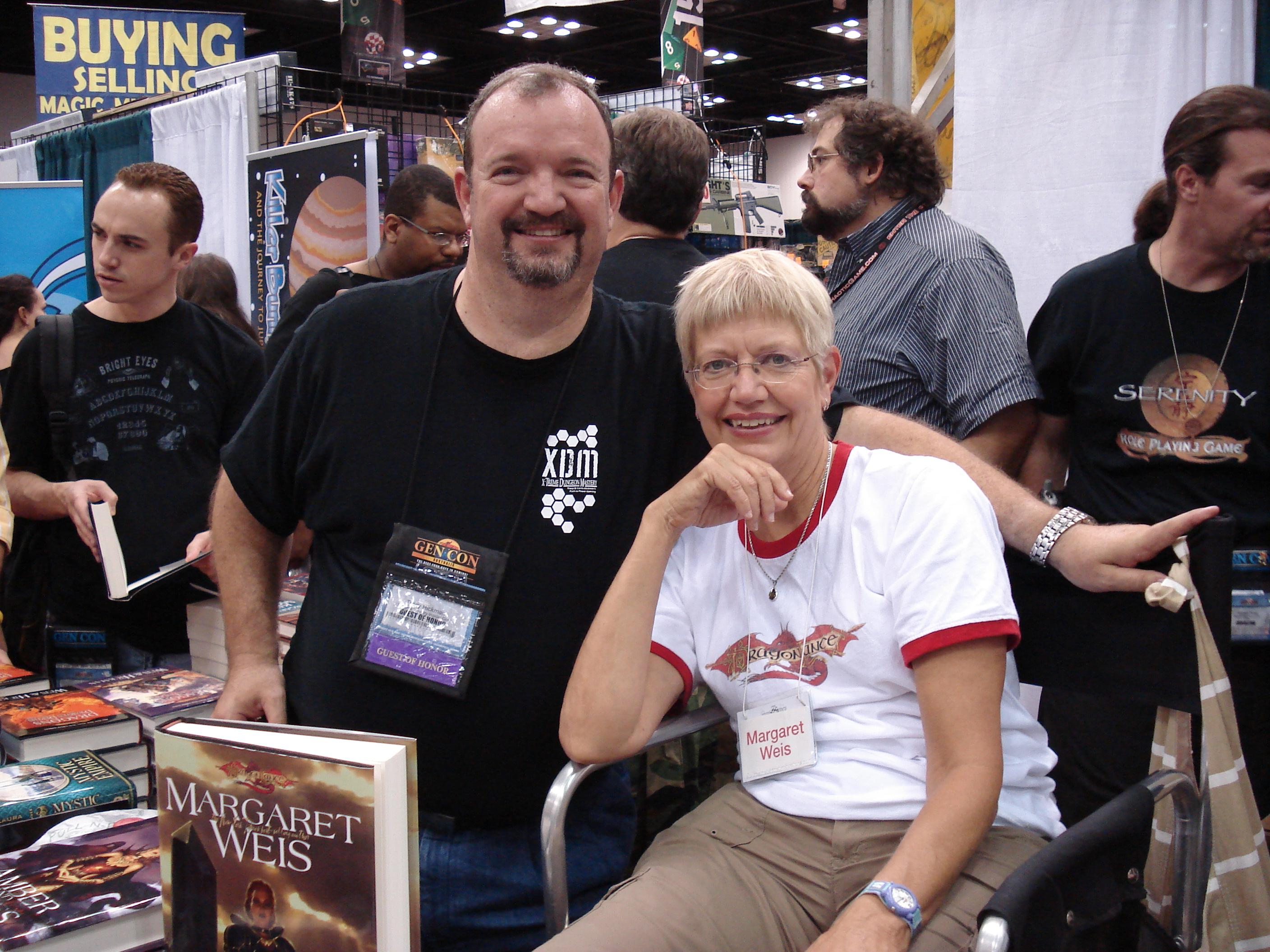
Творці світу Dragonlance Трейсі Хікман і Маргарет Вейс на Gen Con 2008

Світ Dragonlance було вигадано у березні 1984 року письменниками Трейсі Хікмен і Маргарет Вейс в рамках настільної рольової гри Advanced Dungeons & Dragons від TSR. Першим втіленням світу стала пригода (ігровий модуль) під назвою «Dragons of Despair». В 1987 році автори видали книгу «Dragonlance Adventures», яка започаткувала серію Dragonlance, що включала довідники, бестіарії та новелізації настільних ігор.
В середині 1990-х років компанія TSR вирішила офіційно закрити сетинг, увівши в його історію такі події як Катаклізм і війна з Хаосом.
Після того, як TSR було поглинено компанією Wizards of the Coast, світом Dragonlance зайнялася компанія Sovereign Press, яка належала Маргарет Вейс.

## Художня література
Основний сюжет оригінальної серії Dragonlance було описано Маргарет Вайс і Трейсі Хікман. Однойменний міжавторський цикл налічує десятки романів, написаних з 1980-х по 2009 роки. Цикл поділяється на частини: «Хроніки», «Легенди», «Друге покоління», «Батальйон Кена», «Дракони Нового Віку», «Сага про Дамаона» та низку інших. Частина творів також існує у вигляді аудіокниг.
З 1984 по 1985 роки виходила трилогія «Хроніки», яка популяризувала сетинг Dragonlance, із книг «Dragons of Autumn Twilight» (1984), «Dragons of Winter Night» (1985 р.) і «Dragons of Spring Dawning» (1985 р.). В 1996 році вона доповнилася «Dragons of Summer Flame».
Українською книги серії офіційно не перекладалися.

## Відеоігри
За сетингом (обстановкою, антуражем) Dragonlance існує кілька відеоігор, виданих Strategic Simulations, Inc. Першою стала аркадна гра Heroes of the Lance, випущена в 1988 році. Вона багато в чому була заснована на книзі «Дракони осінніх сутінків», як і продовження 1989 року Dragons of Flame.
War of the Lance, що вийшла того ж року, мала жанр покрокової стратегії. DragonStrike 1990-го року була симулятором польотів і битв на драконі з рольовими елементами. Champions of Krynn того самого року вирізнялася можливістю перенесення персонажів до наступної частини. В 1991 році було випущено Shadow Sorcerer, в якій герої повинні були провести неушкодженими через ліси якомога більше звільнених рабів.
У 1991 році вийшла Death Knights of Krynn, продовження Champions of Krynn, а наступного року ще одне продовження, The Dark Queen of Krynn.

## Екранізації та театральні вистави
Від середини 1990-х років висувалися ідеї екранізувати Dragonlance. Студія Nelvana Studios взялася за створення мультфільму за мотивами, проте його не було схвалено Маргарет Вейс і проект закрили. В 2008 році Paramount Pictures, Toonz Animation і Epic Level Entertainment було створено півторагодинний анімаційний фільм «Dragons of Autumn Twilight», який однак не здобув визнання.
У 1998-2009 роках російськими шанувальниками саги було створено мюзикл «Останнє випробування» за мотивами серії «Трилогія Легенд». Мюзикл неодноразово ставили на сцені.